# Dole pri Škofljici
Dole pri Škofljici este o localitate din comuna Škofljica, Slovenia, cu o populație de 41 de locuitori.